# سرباز بنجامین (فیلم ۱۹۸۰)
سرباز بنجامین (به انگلیسی: Private Benjamin) فیلمی کمدی به کارگردانی هاوارد زیف با بازی گلدی هان محصول سال ۱۹۸۰است. این فیلم یکی از موفق‌ترین فیلم‌ها در باکس آفیس در سال ۱۹۸۰ بود.

## داستان
جودی بنجامین (گلدی هان) زن بیست‌وهشت ساله یهودی است که آرزوی ازدواج مادام‌العمر با یک مرد حرفه‌ای را دارد. پس از آنکه شوهر دومش (آلبرت بروکس) سکته می‌کند و می‌میرد، در ارتش نام‌نویسی می‌کند. او در ابتدا با شرایط زندگی نظامی و دستور مافوق‌ها کنار نمی‌آید، اما آرام‌آرام قابلیت‌های خود را کشف می‌کند. او در هنگام انجام مأموریتی در پاریس، عاشق هنری تره‌مون (آرماند آسانته) می‌شود که قبلاً نیز رابطه کوتاهی با او داشته است. سوابق کمونیستی هنری، جودی را بر سر دوراهی انتخاب میان عشق و ارتش می‌گذارد. جودی از ارتش بیرون می‌آید و آماده ازدواج با هنری می‌شود. پس از آنکه هنری با کنیز خانه جودی می‌خوابد، جودی در روز عروسی، می‌فهمد که در آستانه یک اشتباه بزرگ است. او از رفتن به مراسم عروسی خودداری می‌کند و آزادی و تنهایی را ترجیح می‌دهد و به سوی مکان ناشناخته‌ای حرکت می‌کند.

## جوایز
- کاندیدای جایزه اسکار بهترین بازیگر نقش اول زن برای گلدی هان
- کاندیدای جایزه اسکار بهترین بازیگر نقش مکمل زن برای آیلین برنان
- کاندیدای جایزه اسکار بهترین فیلم‌نامه غیراقتباسی برای نانسی مایرز، چارلز شایر و هاروی میلر